# Komaszyce (województwo świętokrzyskie)
Komaszyce – wieś sołecka w Polsce położona w województwie świętokrzyskim, w powiecie koneckim, w gminie Gowarczów.
W latach 1975–1998 miejscowość administracyjnie należała do województwa radomskiego.

## Części miejscowości
| SIMC    | Nazwa    | Rodzaj             |
| ------- | -------- | ------------------ |
| 0620725 | Kwas     | część miejscowości |
| 0620731 | Szczurek | część miejscowości |

Wierni kościoła rzymskokatolickiego należą do parafii Świętych Apostołów Piotra i Pawła w Gowarczowie.